# Liste von Mikronationen
Um keinen uferlosen Katalog von unter Umständen nur wenigen Personen bekannten Gebilden zu schaffen, sollten sich hier eingetragene Mikronationen durch eine größere Zahl oder besondere Beteiligte, eine längere Existenz oder durch besondere öffentliche Aufmerksamkeit auszeichnen.
| Kurzname (sortierbarer Name) | vollständiger Name (Eigenbezeichnung mit Staatsform)                                                             | Flagge | Zeitraum                                           | Einwohner/Beteiligte                                                                                | Beanspruchtes Gebiet | Kurzbeschreibung |
| ---------------------------- | --- | ------ | -------------------------------------------------- | --------------------------------------------------------------------------------------------------- | --- | --- |
| Achsivland                   | Achsivland (Akhzivland)                                                                                          |        | seit 1970                                          | 1 (seit 2018)                                                                                       | 10.000 m² in Israel | Da er sein Haus im Jahr 1952 nahe der libanesischen Grenze ohne Genehmigung gebaut hatte, drohte dem im Iran geborenen Ali Avivi im Jahr 1970 die Räumung. Durch medienwirksame Auftritte als Staatsgründer und die Drohung, von seinem Gewehr Gebrauch zu machen, konnte er sich dem Zugriff entziehen. Nachdem sich die Gründung zur Attraktion für Touristen entwickelt hatte, überließ ihm der Staat Israel das Grundstück zur Pacht auf 99 Jahre. Seit dem Tod des Gründers im Jahr 2018 besteht das Staatsvolk nur noch aus Rina Avivi, seiner Witwe. |
| Amikejo                      | Amikejo Esperanto-Staat (deutsch: Ort der Freunde/Freundschaft)                                                  |        | 1907 bis 1919                                      | historisch                                                                                          | 2,7 km² im Grenzgebiet Deutschland/Niederlande (Neutral-Moresnet)                                                              | Nach der Zeit Napoleons bestand Uneinigkeit über ein Gebiet in der Nähe von Aachen, ob es zu Preußen oder dem Vereinigten Königreich der Niederlande gehören sollte. Auf diesem, bald als Neutral-Moresnet bekannten Kondominium unternahm auf Initiative des französischen Professors Gustave Roy eine Gruppe von Esperanto-Anhängern um den Arzt Wilhelm Molly den Versuch, unter dem Namen Amikejo den ersten Esperanto-Staat der Welt zu gründen. |
| Araukanien und Patagonien    | Königreich von Araukanien und Patagonien (Royaume d'Araucanie et de Patagonie)                                   |        | seit 1860                                          | | Araukanien und Patagonien | Der Abenteurer Orélie Antoine de Tounens beabsichtigte im Südwesten von Südamerika zunächst ein neues Frankreich (Royaume de Nouvelle-France) zu gründen, setzte seinen Staatsgründungspläne nach Gesprächen mit Ureinwohnern aber bald zum Ziel, der von Chile und Argentinien bedrängten Mapuche-Bevölkerung eine eigene Nation zu errichten. |
| Christiania                  | Freistadt Christiania (Fristad Christiania)                                                                      |        | seit 1971                                          | ca. 850                                                                                             | 0,34 km² in Kopenhagen, Dänemark                                                                                               | Auf einem verlassenen Militärgelände in Kopenhagen übernahm ein Journalist die Gründung durch eine Artikelserie. Es entstand eine Hippie-Kommune, die sich lange Zeit selbst verwaltete. Im Februar 2011 entschied schließlich ein Gericht zugunsten Dänemarks; die Bewohner konnten jedoch einen Kauf aushandeln und so den Abriss vermeiden. 2024 wurde die von Drogenhändlern kontrollierte "Pusher Street" von den Einwohnern abgetragen. |
| Conch                        | Conch Republic (deutsch: Schneckenmuschel-Republik)                                                              |        | seit 23. April 1982                                | 14.768 (Stand: 2004)                                                                                | 15,4 km² Key West auf den Florida Keys, USA                                                                                    | Ausgerufen durch den damaligen Bürgermeister von Key West als politischer Protest gegen einen Checkpoint der USA an der Zufahrtsstraße zum Festland. Wird nach Abbruch der Kontrollstelle als Touristenattraktion am Leben erhalten. |
| Coral Sea Islands            | Gay & Lesbian Kingdom of the Coral Sea Islands (deutsch: Schwulen- und Lesben-Königreich der Korallenmeerinseln) |        | 2004 bis 2017                                      | | Korallenmeerinseln vor Australien                                                                                              | Protestbewegung gegen die Entscheidung des Parlaments in Australien, die gleichgeschlechtliche Ehe abzulehnen. Eine Gruppe von Aktivisten segelte zu den Inseln, setzte eine Regenbogenflagge und rief ihren unabhängigen schwul-lesbischen Staat aus. Noch dreizehn Jahre später beklagte sich ein konservativer Abgeordneter des australischen Parlaments über eine im Foyer des Finanzministeriums als Symbol der LGBTQ-Gleichstellungsbewegung gehisste Regenbogenflagge mit den Worten: „Sie werden feststellen, dass es sich bei dieser Flagge um die Flagge des Gay & Lesbian Kingdom of the Coral Sea Islands handelt, das Australien den Krieg erklärt hat.“. Nach Legalisierung der gleichgeschlechtlichen Ehe erklärte sich das Königreich im November 2017 für aufgelöst. |
| Dellavalle                   | Fürstentum von Dellavalle (Principato Dellavalle)                                                                |        | 2015 bis Februar 2016                              | 68                                                                                                  | ca. 3000 m² am Rand von Vercelli im Piemont, Italien                                                                           | Wegen rechtsfehlerhafter Enteignung seines Grundstücks für den Straßenbau durch den Staat Italien im Jahr 2000 und nach 15 Jahren Rechtsstreit vom ehemaligen Handwerker Pier Giuseppe Dellavalle auf einem Kreisverkehr gegründet. |
| Duckionary                   | Parlamentarische Monarchie Duckionary(Parliamentary Monarchy of Duckionary)                                      |        | Seit 2018                                          | 35                                                                                                  | 4,35 km2 in Mittel-, Süd- und Osteuropa                                                                                        | Arthur de Tourneau hat gemeinsam mit seinen Anhängern 2018 Duckionary ausgerufen. Das Hauptziel sei, ein unbewohntes Stück Land nahe Liberland zu besiedeln. Die Regierung hält unter anderem Kontakt zu Seborga und Kugelmugel. |
| EnenKio                      | Königreich EnenKio (Kingdom of EnenKio)                                                                          |        | seit 1994                                          | | 6,5 km² Atoll Wake, im Pazifik                                                                                                 | Vorgeblich von separatistischen Bewohnern der Marshallinseln ausgerufen, scheint diese aber eher von einer Interessengruppe US-amerikanischer Staatsbürger vorgetäuscht worden zu sein, um betrügerische Finanzgeschäfte unter deren Namen zu ermöglichen. |
| Flandrensis                  | Großherzogtum Flandrensis (Groothertogdom Flandrensis)                                                           |        | seit 2008                                          | ca. 1050                                                                                            | 14.890 m² Inseln in Antarktis                                                                                                  | Das Großherzogtum beansprucht einige Inseln in der Westantarktis und wurde am 4. September durch den Belgier Niels Vermeersch gegründet, der sich den Titel eines Großherzogs zugelegt hat. Seit 2021 ist Flandrensis zudem als belgische Non-Profit Organisation registriert. |
| Flaschenhals                 | Freistaat Flaschenhals                                                                                           |        | 10. Januar 1919 bis 25. Februar 1923 und seit 1994 | ca. 17.360                                                                                          | Landstreifen zwischen Mainz und Koblenz am Rhein                                                                               | Unvollständige Gebietsaufteilung der Siegermächte des Ersten Weltkriegs führte bis zur Ruhrbesetzung zu einem bewohnten Stück Niemandsland. Edmund Pnischeck, damaliger Bürgermeister der Stadt Lorch, organisierte nicht nur die Eigenverwaltung, sondern soll auch an der Spitze von Bürgern gestanden haben, die am 10. Januar 1919 auf dem Gebiet einen eigenen Staat ausgerufen haben. Bald blühte der Handel mit Schwarzgebranntem und Schmuggelgut. Seit 1994 knüpft eine Gruppe von Winzern und Gastronomen mit der „Freistaat Flaschenhals Initiative“ zu Marketingzwecken wieder an diese Vergangenheit an. |
| Gletscher                    | Gletscher-Republik (República Glaciar)                                                                           |        | seit 5. März 2014                                  | ca. 25.000 Unterstützer (Stand 2014)                                                                | Gletschergebiet in Chile | Greenpeace-Aktivisten proklamierten im März 2014 einen eigenständigen Staat in den Anden, um gegen die von Minengesellschaften an dortigen Gletschern verursachten Schäden zu protestieren und um darauf aufmerksam zu machen, dass es in Chile keine gesetzlichen Regelungen zu deren Schutz gibt. Soweit nicht nur ein Schutzgesetz fehlt, sondern auch die Zugehörigkeit der Gletscher zum chilenischen Staatsgebiet nicht geregelt ist, sei nach dem Rechtsverständnis der Aktivisten eine legale Staatsgründung möglich gewesen. Nach dem Wortlaut der Unabhängigkeitserklärung soll das Gebiet an Chile übertragen und die Gletscherrepublik aufgelöst werden, sobald die chilenische Regierung ein Schutzgesetz für Gletscher erlassen hat.                                    |
| Hay-on-Wye                   | Königreich Hay-on-Wye (Kingdom of Hay-on-Wye)                                                                    |        | seit 1. April 1977                                 | 1.846                                                                                               | Hay-on-Wye in Wales an der Grenze zu England                                                                                   | Gründung geht auf den Buchhändler Richard Booth zurück, um den für seine Buchläden bekannten Ort weiter zu bewerben. |
| Hutt River                   | Principality of Hutt River, gegründet als Province of Hutt River                                                 |        | 1970 bis 2020                                      | historisch (ehemals ca. 20 Einwohner, sowie 13.000–18.000 weltweit verliehene Staatsbürgerschaften) | 75 km² in Western Australia | Farmer Leonard George Casley erklärte 1970 gegenüber der australischen Zentralregierung die Sezession als Protest gegen deren Produktionsquoten für Weizenanbau auf seiner Farm und ernannte sich selbst zum Fürsten. Im Jahr 2017 dankte der 92-Jährige nach fast 50 Jahren Herrschaft ab und bestimmte seinen jüngsten Sohn Graeme zum Nachfolger. Im August 2020 sah sich Graeme Casley gezwungen, mit dem Ausfall von Einnahmen durch Touristen während der COVID-19-Pandemie, das Fürstentum für aufgelöst zu erklären und anschließend die Farm zu verkaufen. Gegenüber der Australian Broadcasting Corporation räumte er ein, aus dem Erlös vor allem Steuerschulden an das australische Finanzamt begleichen zu müssen.                                                       |
| Kugelmugel                   | Republik Kugelmugel                                                                                              |        | seit 1976                                          | 0 / 611 weltweit (Stand: Februar 2008)                                                              | etwa 100 m²; im Prater, Wien                                                                                                   | Kugelförmiges Haus, 1971 in NÖ als Kunstprojekt ohne Baugenehmigung errichtet. Edwin Lipburger, der Künstler, erklärte im Rechtsstreit das Haus zur Republik Kugelmugel. 1982 wurde es unter Kulturstadtrat Zilk in den Wiener Prater verlegt, wo es eingezäunt, unbewohnt und ohne Anschlüsse steht. 2024 wurde die Kugel nach langjähriger Renovierung wiedereröffnet. |
| Ladonien                     | Ladonien |        | seit 1996                                          | 0 / ca. 15.000 weltweit                                                                             | 1 km² in Schweden | Gründung nach jahrelangem Streit zwischen dem Künstler Lars Vilks und örtlichen Behörden über zwei von ihm ohne Genehmigung errichtete größere Skulpturen in einem Naturschutzgebiet. |
| Liberland                    | Freie Republik Liberland (Svobodná Republika Liberland)                                                          |        | seit 13. April 2015                                | 0 / knapp 20.000                                                                                    | Terra Nullius zwischen Serbien und Kroatien                                                                                    | Von Vít Jedlička, einem Mitglied der libertären tschechischen Partei freier Bürger (SSO) gegründet, erhebt Liberland Anspruch auf ein Gebiet am Ufer der Donau (zwischen Hauptarm und altem Nebenarm), dessen Zugehörigkeit zu Serbien oder Kroatien ungeklärt ist. Unter dem Motto Leben und leben lassen ruft der Gründer dazu auf, sich als Einwohner zu bewerben. Seit 2023 wird das Gebiet an der Donau von Anhängern der Mikronation besiedelt. |
| Lundy                        | Königreich Lundy                                                                                                 |        | 1924 bis ca. 1968                                  | historisch                                                                                          | Insel Lundy in der Keltischen See                                                                                              | Als Martin Coles Harman 1924 die Insel Lundy erwarb, erklärte er sich selbst zum "König" und führte eigene Briefmarken und Münzen mit Währung Puffin (deutsch: Papageitaucher) ein, welche von Großbritannien jedoch nicht anerkannt wurden. Während seiner "Herrschaft" mussten die Einwohner von Lundy keine Steuern an Großbritannien zahlen, und Zollkontrollen wurden eingeführt. 1968 wurde die Insel, nach dem Tod von Harmanns Sohn, an den National Trust verkauft. Die Münzen und Briefmarken sind noch heute begehrte Sammlerobjekte. |
| Melchizedek                  | Dominion of Melchizedek                                                                                          |        | seit 1986                                          | | Taongi-Atoll, Malpelo, Solkope Island, Clipperton-Insel                                                                        | Gründung von Evan David Pedley und seinem Sohn Mark Logan Pedley. Neben dem nacheinander auf mehrere unbewohnte Pazifikinseln ausgedehnten Anspruch wurde die Gründung vor allem durch den Versuch bekannt, betrügerische Offshore-Banken zu legitimieren. |
| Minerva                      | Republik Minerva (Republic of Minerva)                                                                           |        | 19. Januar – 21. Juni 1972                         | historisch                                                                                          | Minerva-Riffe im Südpazifik | Versuchte Gründung eines unabhängigen libertären Staates auf zwei Korallenriffen im Südpazifik durch Michael Oliver, einen Immobilienunternehmer und Millionär aus Las Vegas. Während erster Bauarbeiten an einer für bis zu 30.000 Einwohner geplanten Stadt „Sea City“ annektierte Tonga unter König Taufaʻahau Tupou IV. die beiden Riffe militärisch. |
| Molossia                     | Republik Molossia (Republic of Molossia)                                                                         |        | seit 1999                                          | 38                                                                                                  | 5300 m² in Dayton, Nevada, Vereinigte Staaten                                                                                  | Kevin Baugh erklärte 1999 sein Hausgrundstück in Dayton, Nevada zur Republik Molossia. Beruflich arbeitet er weiterhin für die Nationalgarde von Nevada, in der Freizeit tritt er gegenüber Besuchern seither in selbstentworfener Uniform als Herrscher von Molossia auf. Größere Aufmerksamkeit erhielt Molossia in den Medien unter anderem wegen eines angeblich bis heute andauernden Kriegszustands mit der DDR. Nachdem der Schauspieler und Komiker "Doug" Walker im April 2010 mit einigen Freunden humorvoll in Molossia eingefallen war und die Macht übernommen hatte, hieß die Mikronation für einige Tage Kickassia. |
| M'Simbati                    | Sultanat M'Simbati (Sultanate of M'Simbati)                                                                      |        | 1959–1961                                          | < 5 Einwohner / historisch                                                                          | Insel des heutigen Tansania, etwa 25 km südöstlich von Mtwara.                                                                 | Der Engländer Latham Leslie-Moore erwarb 1945 eine dem britischen Tanganyika-Territorium vorgelagerte Insel. Im Jahr 1959, als sich auf dem Festland die Republik Tanganjika zu formen begann, erklärte Leslie-Moore seine Insel für unabhängig und bezeichnete sich als Sultan. Er schrieb Briefe sowohl an die Queen als auch den Gouverneur und beantragte bei Generalsekretär Dag Hammarskjöld eine Mitgliedschaft bei den Vereinten Nationen. Im November 1961 entsendete Präsident Julius Nyerere ein Kanonenboot und ließ die Flagge des Sultanats mit Waffengewalt niederholen. |
| Neustadt                     | Bunte Republik Neustadt (oder abgekürzt: BRN)                                                                    |        | 22. bis 24. Juni 1990 „Regierung“ bis 1993         | historisch                                                                                          | ein Straßenkarree als Raum für ein Straßenfest in Dresden                                                                      | Angeblich eine Kneipen-Idee, die sich zur Proklamation einer Republik und dann einem jährlichen Stadtfest weiterentwickelt hat. |
| Nordsudan                    | Königreich Nordsudan (Kingdom of North Sudan)                                                                    |        | seit 16. Juni 2014                                 | min. 2                                                                                              | Bir Tawil | Auf einem zwischen Sudan und Ägypten umstrittenen Stück Niemandsland hisste der Amerikaner Jeremiah Heaton im Jahr 2014 eine selbst entworfene Flagge und erklärte seine siebenjährige Tochter Emily zur Prinzessin. |
| Occussi-Ambeno               | Sultanat Occussi Ambeno (Sultanate of Occussi-Ambeno)                                                            |        | seit 1968                                          | | Osttimoresische Exklave in Westtimor, Südostasien                                                                              | Fiktive Staatsgründung einer Gruppe um den neuseeländischen Aktivisten Bruce Grenville. |
| Other World                  | Other World Kingdom (deutsch: Königreich der anderen Welt)                                                       |        | seit Juni 1996                                     | unbekannt                                                                                           | Renaissance-Burg in Černá, Tschechien                                                                                          | BDSM-Königreich der dominanten Frauen; regiert von „Königin“ Patricia I.; Ziel ist es, dass Frauen ihre Dominanz und Männer ihre Unterwerfung im Real Life ausleben können. Daher kosten Besuchervisa für Männer auch hundertmal mehr als für Frauen. |
| Redonda                      | Königreich Redonda (Kingdom of Redonda)                                                                          |        | seit 1880                                          | | 1,5 km² Insel in der Karibik                                                                                                   | Durch den Schriftsteller Matthew Phipps Shiell wurde die Geschichte veröffentlicht, sein Vater sei 1865 auf der unbewohnten Insel gelandet und habe das Königreich Redonda gegründet. |
| Potinha                      | Fürstentum Pontinha (Principado da Pontinha)                                                                     |        | seit 2007                                          | 4                                                                                                   | 0,000178 km² (= 178 m²) ehemalige Insel zirka 70 Meter vor der Küste von Funchal auf Madeira, jetzt Bestandteil der Hafenmole. | Der aus Funchal stammende Kunstlehrer Renato Barros, der auch die portugiesische Staatsangehörigkeit besitzt, bezeichnet sich als Prinz Dom Renato Barros I., absoluter Herrscher über das Territorium, das er im Jahr 2000 erwarb und 2007 zum souveränen Staat erklärte. Die Hoheitsrechte wurden in einem königlichen Brief Karls I. von Portugal aus dem Jahr 1903 dem Besitzer des Territoriums eingeräumt. |
| Rüterberg                    | Dorfrepublik Rüterberg                                                                                           |        | bis 2002: „Dorfrepublik 1961/1967–1989“            | historisch; Ortstafel noch existent                                                                 | Rüterberg (an der Elbe) Mecklenburg-Vorpommern, ehemals DDR                                                                    | Als Protest gegen die Isolierung durch Grenzbefestigungen sowohl der DDR als auch der BRD wurde am 8. November 1989 von den Bewohnern die Dorfrepublik Rüterberg ausgerufen. Die Bezeichnung wurde zum Bestandteil des amtlichen Gemeindenamens und durfte von 1991 bis 2002 offiziell im Ortsschild der Ortschaft geführt werden. |
| Sabotage                     | State of Sabotage (oder abgekürzt: SoS)                                                                          |        | 2003 bis 2013; temporär                            | 0 / ca. 14.000 weltweit                                                                             | transnational / Insel vor Finnland                                                                                             | Initiative um den österreichischen Künstler Robert Jelinek. Am 30. August 2003 auf der Insel Harraka vor Helsinki (Finnland) ausgerufen und planmäßig am zehnten Jahrestag wieder aufgelöst. |
| Saugeais                     | Freie Republik Saugeais (République libre du Saugeais)                                                           |        | seit 1947                                          | ca. 5.029                                                                                           | Im Grenzgebiet von Frankreich und der Schweiz                                                                                  | Vom Präfekt des Département Doubs bei einem Besuch der Region scherzhaft beim Mittagessen verliehene Eigenstaatlichkeit. |
| Schwarzenberg                | Freie Republik Schwarzenberg                                                                                     |        | ab 8. Mai 1945; 48 Tage lang                       | historisch                                                                                          | 1.500 bis 2.000 km² in Sachsen zwischen Zwickauer Mulde und Freiberger Mulde                                                   | Nachträgliche Bezeichnung für ein nach der Kapitulation der Wehrmacht vorübergehend unbesetztes deutsches Gebiet im sächsischen Teil des Erzgebirges. |
| Seborga                      | Fürstentum Seborga (Principato di Seborga)                                                                       |        | seit 1994                                          | ca. 600                                                                                             | in Italien | Eine Gruppe um den Floristikunternehmer Giorgio Carbone versuchte mit historischen Dokumenten nachzuweisen, dass der Ort Seborga nicht zu Italien gehört, und begründete ein Fürstentum. Seit 2011 wird es durch einen sogenannten Honorarkonsul in München vertreten. |
| Slowjamastan                 | Republik Slowjamastan                                                                                            |        | seit 2021                                          | 1                                                                                                   | in den Vereinigten Staaten | Slowjamastan wurde 2021 von dem Slow-Jam-DJ Randy Williams gegründet, der daraufhin die Unabhängigkeit von den USA erklärte. |
| Užupis                       | Republik Užupis (Užupio Respublika)                                                                              |        | seit 1997                                          | | 0,6 km² in Vilnius, Litauen | Kunstaktion und Anlass für ein jährliches Unabhängigkeitsfest am 1. April. |
| Waveland                     | Global State of Waveland                                                                                         |        | 1997 bis 1999                                      | historisch                                                                                          | 784,3 m² Insel vor Schottland                                                                                                  | Die 450 km nordwestlich der schottischen Küste im Atlantik liegende Felsinsel Rockall wurde vom 10. Juni bis zum 28. Juli 1997 von Greenpeace-Aktivisten medienwirksam besetzt und ein „globaler Staat“ ausgerufen. Das Greenpeace-Büro in Berlin-Mitte eröffnete ein Konsulat. Eine Aktion der Umweltschutzorganisation, um Erdölförderung in der Region zu verhindern. |
| Washington Square            | Free and Independent Republic of Washington Square                                                               |        | 23. Januar 1917                                    | 6 / historisch                                                                                      | Stadtviertel Greenwich Village in New York City                                                                                | Im Jahr 1917 riefen sechs Künstler auf dem Washington Square Arch im Washington Square Park eine unabhängige Republik aus. Festgehalten in John French Sloans Werk „Arch Conspirators“. |
| Wendland                     | Republik Freies Wendland                                                                                         |        | 33 Tage ab 3. Mai 1980                             | ca. 300                                                                                             | bei Gorleben, Deutschland | Provisorisches Hüttendorf der Anti-Atomkraft-Bewegung auf dem Gelände der Tiefbohrstelle 1004. Gegründet aus Protest gegen das geplante Endlager Gorleben existierte es bis zur Räumung durch Polizei und Bundesgrenzschutz. |
| Whangamōmona                 | Republic of Whangamomona                                                                                         |        | 1. November 1989                                   | ca. 30                                                                                              | Whangamōmona, Neuseeland | Aus Protest gegen die Teilung ihres Heimatortes durch neue Bezirksgrenzen riefen 20 Bewohner in Whangamōmona eine unabhängige Republik aus. Die Gebietsreform war nicht aufzuhalten, aber seither wird alle zwei Jahre ein Volksfest mit zuletzt mehreren tausend Besuchern veranstaltet, um den Unabhängigkeitstag zu feiern. Als Präsident amtierte für mehrere Jahre eine Ziege, der nachgesagt wurde, die entscheidenden Stimmzettel gefressen zu haben. |